# Guelph Indians
Guelph Indians je bil mladinski hokejski klub iz Guelpha. Deloval je v ligi Ontario Hockey Association od 1936 do 1940. 
Guelph Indians so po štirih sezonah pridobili nove sponzorje, klobučarsko podjetje Guelph Biltmore Hat Company, zato se je ime kluba spremenilo v Guelph Biltmore Mad Hatters. Najboljša sezona moštva Guelph Indians je bila sezona 1937/38, ko so igrali v finalu lige OHA za pokal J. Ross Robertson Cup, a so izgubili proti moštvu Oshawa Generals. 

## NHL igralci
| - Adam Brown - Eddie Bush - Harry Dick | - Lloyd Finkbeiner - John Holota | - Alan Kuntz - Joe Turner |

## Izidi
Izidi izpred 1937/38 so za zdaj nedostopni.
| Sezona  | Tekem | Zmag | Porazov | Remijev | TOČ | %     | GF | GA | Uvrstitev      |
| 1938/39 | 14    | 7    | 5       | 2       | 15  | 0.536 | 30 | 38 | 2. v Skupini 1 |
| 1939/40 | 20    | 10   | 8       | 2       | 22  | 0.550 | 88 | 61 | 4. v OHA       |